# Drones (альбом)
Drones (укр. «Дрони») — сьомий студійний альбом британського рок-гурту Muse. Дата виходу — 8 червня 2015 року під лейблами Warner Bros. Records та Helium-3. Він був записаний у період з жовтня 2014 року по квітень 2015 року на студії «The Warehouse Studio» у Ванкувері. Альбом спродюсований Маттом Лангом та самим гуртом. Загалом Drones отримав позитивні відгуки, зайняв перші позиції у чартах багатьох країн та здобув нагороду Греммі 2016 як «Найкращий рок-альбом». Проданий тиражем в більше ніж мільйон копій, має двократний платиновий статус у Франції та по одній платині у Канаді, Росії, Швейцарії і Чехії; ще в семи країнах — статус золотого.

## Передісторія та запис
Фронтмен гурту Метью Белламі почав писати пісні в 2013 році під час турне «The Unsustainable Tour». Він намагався творити спонтанно, використовуючи вільні моменти на саунд-чеках і в готельних номерах, і при цьому уникав поспіху та намагався сповільнити процес написання, оскільки хотів бути прискіпливим, прагнув щоб музика звучала добре.
Літом 2013 року на концерті в Гельсінкі після відіграних пісень Agitated & Yes Please Метью сказав:
|  | Ми не грали ці пісні десь 6 років... Приблизно стільки. Це була репетиція. Так звучатиме новий альбом, добре? Оригінальний текст (англ.) We haven't played those songs in like 6 years... Something like that. That was a rehearsal. That's what the next album sounds like, okay? |

У грудні 2013 року в інтерв'ю для Rolling Stone Белламі розповів, що альбом «повинен бути чимось таким, що дійсно відсікає все додаткове, з чим ми експериментували в останніх двох альбомах … Я відчуваю, що буде приємно перемкнутися і нагадати самим собі про просто основи того, ким ми є», маючи на увазі відмову від елементів електронної музики та використання оркестру.
У квітні 2014 року учасники групи повідомили про початок роботи над сьомим студійним альбомом і оголосили, що альбом буде записуватися з продюсером Маттом Лангом. За словами Метью, гурт повернувся до звучання більш ранніх альбомів та пісень, зокрема до пісні Citizen Erased з другого альбому.
Запис відбувався на студії The Warehouse Studio. Перша «емоційна» сесія запису була розпочата в жовтні 2014 року, під час якої Кріс грав тільки на одній бас-гітарі і приблизно 5 педалях, намагаючись таким чином внести зв'язаність альбому. Друга сесія відбулася в листопаді 2014 року. Пісня «Drones» була записана в задній частині старого гастрольного автобуса Боба Ділана.
На початку 2015 року на офіційній сторінці групи в Instagram була оголошена назва нового альбому — Drones.
1 квітня 2015 року барабанщик Домінік Говард і звукорежисер Річ Кості оголосили про завершення роботи над альбомом. Пізніше Метью зізнався, що Матт Ланг змушував їх грати на репетиціях кожну пісню по 30-35 разів, тому альбом вдалося записати майже наживо.

## Концепція альбому
Drones — концептуальний альбом про дегуманізацію сучасної війни, на написання якого Белламі надихнули дві книги — «Тест на психопата» Джона Ронсона та «Predator: The Secret Origins of the Drone Revolution» Річарда Вітла.
Відповідаючи на питання фанатів у твітері у вересні 2014 року, Метью повідомив, що альбом матиме такі теми: глибинна екологія, емпатична прірва і Третя світова війна. У березні 2015 року Белламі сказав:
|  | Для мене дрони — це метафоричні психопати, чия божевільна поведінка не знає кордонів і чиї діяння незворотні. Світом керують дрони, що використовують інших дронів, щоб перетворити всіх нас на дронів. Цей альбом досліджує подорож людини від її спустошення і втрати надії до ідеологічної обробки системою для того, щоб бути людиною-дроном, до її можливої втечі від своїх гнобителів. Оригінальний текст (англ.) To me, 'Drones' are metaphorical psychopaths which enable psychopathic behaviour with no recourse. The world is run by Drones utilizing Drones to turn us all into Drones. This album explores the journey of a human, from their abandonment and loss of hope, to their indoctrination by the system to be a human drone, to their eventual defection from their oppressors. |

Метью неодноразово говорив, що альбом має дві історії — позитивну і негативну. Перша історія (про дівчину на ім'я Мері) починається з «Dead Inside», де головний герой втрачає надію і стає вразливим для темних сил «Psycho». Зрештою, він приходить до тями («Mercy»), бунтує і дезертирує («Defector»), долає своїх ворогів («Revolt») та знаходить справжнє кохання («Aftermath»). Друга історія — епілог. Вона відрізняється тим, що головний герой вирішує стати диктатором: знищує все і всіх за допомогою дронів, але невдовзі кається в скоєному («The Globalist»). Альбом закінчується звучанням реквієму всіх убитих дронами («Drones»).
В інтерв'ю в програмі «Sixx Sense» Метью пояснив, що хоче, аби люди зрозуміли з альбому таке:
|  | Сила особистості може подолати складну систему, корумповану корпорацію, корумпований уряд або технології як загальну зачистку людства; Це щось всередині нас, що може подолати це, навіть якщо це стосується лише однієї людини. Оригінальний текст (англ.) The power of an individual can overcome a complex system, a corrupt corporation, a corrupt government or technology as a whole stripping out humanity; That there's something inside of us that can overcome that, even just in one person. |

## Просування, випуск та сингли
26 січня 2015 Muse показали назву альбому в Instagram. На відео був зображений мікшерний пульт з аудіо-уривком треку Drill Sergeant і екран із зазначенням: «Виконавець — Muse, Альбом — Drones.». Відтоді вони почали використовувати хештег «#MuseDrones» в Twitter та Instagram.
8 березня 2015 року гурт поділився фрагментом нової пісні «Psycho», а 12 березня опублікував цей промо-сингл на YouTube-каналі.
29 травня лірик-відео на композицію «Reapers» було розміщене на YouTube За ним слідували «The Handler» 2 червня та «[JFK] + Defector» 3 червня. Вихід альбому відбувся 5 червня 2015 року в Європі та 8 червня у Великій Британії під лейблами Warner Bros. Records та Helium-3.

Ілюстрація пісні Dead Inside

### Оформлення альбому
6 лютого американський художник Метт Магурін оголосив, що гурт попрохав його створити ілюстрації до альбому і він вже особисто зустрічався з Метью Белламі та Домініком Говардом. Йому надали пісні та тексти, тож він розпочав роботу. На початку березня гуртом було оприлюднено першу ілюстрацію — обкладинку альбому, а декількома днями пізніше — художник, додавши версію, намальовану ним олівцями. З цих ілюстрацій було створено буклет, де збоку було додано слова пісень. Стиль, в якому виконані зображення виглядає інколи занадто прямолінійним, але в той же час несе саме ту концептуальність, яку заклав Метью Белламі.

### Гастролі

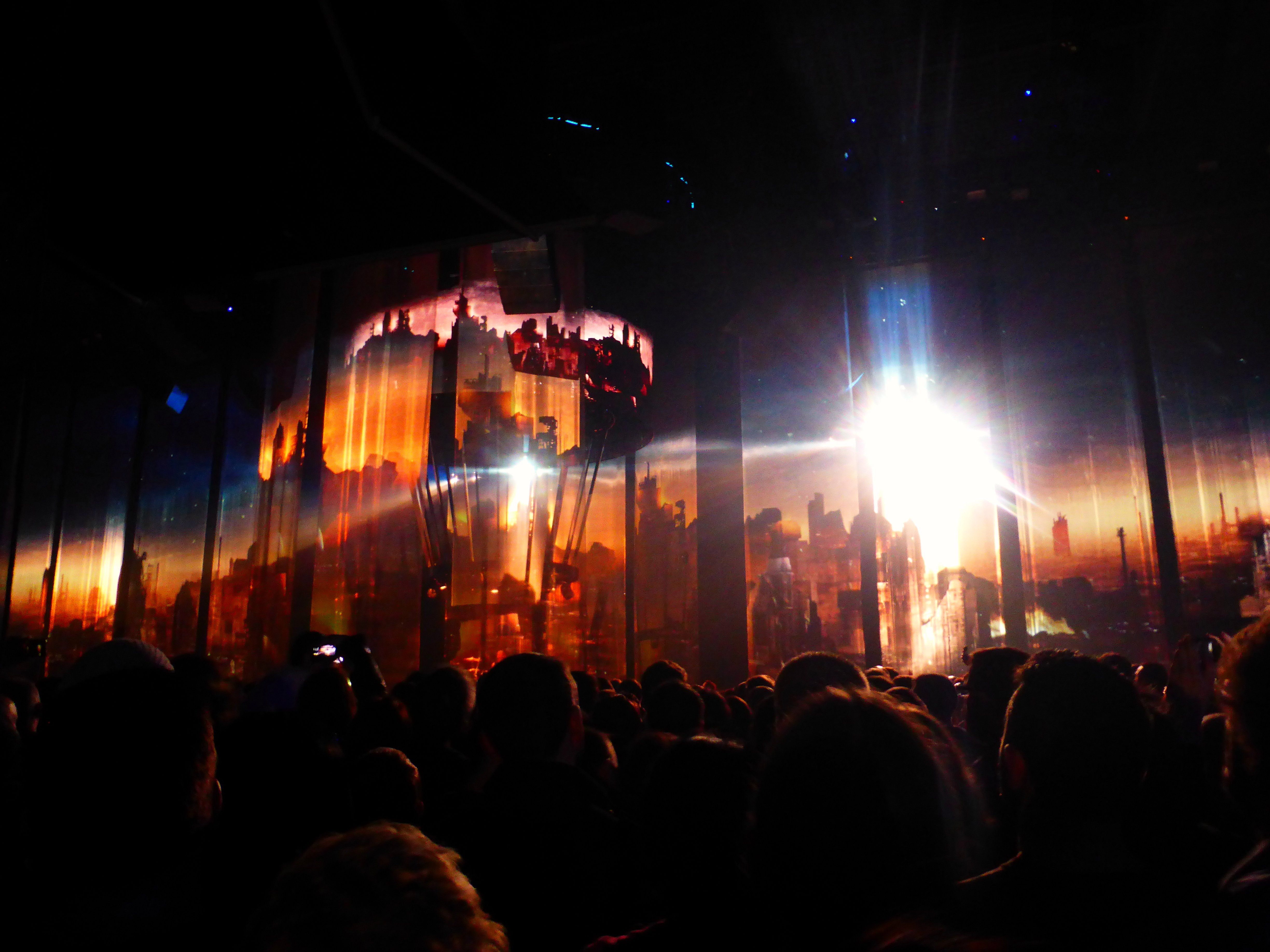
Концерт у залі «3Arena» в рамках «Drones World Tour», Дублін (2016)

З 15 по 24 березня 2015 року відбувся Psycho Tour по Великій Британії та з 6 по 18 травня — у США. Зазвичай концерти відбувалися в маленьких залах. Виступом на Radio 1's Big Weekend 23 травня 2015-го музиканти розпочали «Drones World Tour» — повноцінний гастрольний тур на підтримку альбому, який закінчився 21 серпня 2016 року фестивалем Krakow Live Festival. У рамках цього туру, Muse відвідали Україну, виступивши 8 липня 2016 року на фестивалі UPark.
У цьому турі Muse мали довгасту сцену, яка була повністю відкрита з усіх сторін (так звана 360) і мала 3 майданчики — головний (круглий), де постійно перебував барабанщик Домінік Говард та сесійний музикант Морган Ніколз і два додаткових, куди встановлювались клавішні і, в залежності від пісні, переміщалися бас-гітарист Кріс Волстенголм і фронтмен. Головний майданчик обертався навколо своєї осі. Над всією сценою знаходились екрани, що демонстрували візуалізацію. Розробкою візуальних ефектів займалася компанія Moment Factory.

### Сингли

#### Dead Inside
Першим офіційним синглом стала композиція «Dead Inside», яку світ почув 23 березня на BBC Radio 1. У той же день відео зі словами пісні було випущено на YouTube-каналі гурту. Після цього було запущено вебсайт, на який можна було завантажити фото, «стати мертвим всередині» (обробити фото в чорно-білі кольори і замалювати очі чорним) та розмістити результат у соцмережах з цитатою з пісні: «On the outside you’re ablaze & alive but you’re dead inside #MuseDrones #MuseDeadInside http://musedeadinside.com».

#### Mercy
18 травня 2015 року Muse випустили другий сингл під назвою «Mercy», розмістивши його в Spotify та виклавши лірик-відео на YouTube-канал, а повноцінний відеокліп був доданий на YouTube 8 червня 2015 року — одночасно з британським релізом альбому. Головну роль у кліпі зіграла Елль Еванс — дівчина Метью Белламі.

#### Revolt
«Revolt» — третій сингл альбому, відео на який було представлено 17 листопада 2015 року, майже одночасно на YouTube та Apple Music. Але через порушення авторських прав відео було видалене з YouTube і перезавантажили його майже через рік. Кліп відзнятий на вулицях Праги та створений для перегляду в шоломі віртуальної реальності (для цього потрібно завантажити спеціальний додаток VRSE).

#### Aftermath
9 травня 2016 року було розміщено нове музичне відео на пісню Aftermath у стилі аніме, яке зроблене японським художником Takken (Takefumi Kurashina). Сюжет несе просту ідею — ні війні, любов та мир (англ. love, peace, no war). Головний герой — солдат, який вирушає на війну та переоцінює суть життя.

## Прийом

### Реакція критиків
На Metacritic альбом має середній бал 63 на основі 25 оглядів, з вказівкою «в цілому сприятливі відгуки».
Kerrang! дав Drones вищий бал, називаючи його «клаустрофобічною класикою, що загострює увагу на тому, що можливо назвати гордовитим роком». А журнал Q написав, що, попри бажання Метью повернутися до свого коріння:
|  | «Дрони — це щось, але повернення до основ гаражного року… підходить до його прогресивно-рокової концептуальної оповіді про державний контроль розуму, це альбом безладних інтересів». |

Девід Фрік з Rolling Stone називає альбом «дійсно найпотаємнішим бажанням» і похвалив його «кремезне оновлення заряду гітари, басу і барабанів» з ранніх альбомів групи як «те, що Muse роблять найкраще».
Журналіст NME, автор біографічної книги про гурт, Марк Бамонт оцінив альбом так:
|  | «Drones відповідає незмінним темам Muse про промивання мізків, мілітаристські наддержави, придушення Правди і нагальну необхідність боротися проти влади, що проливає нашу кров, які ще резонують у 2015 році, але двозначно... музика Muse знову відповідає авантюрній інтризі Белламі». |

Allmusic написали, що «важко уникнути висновку Muse про те, що війна — це погано, але ця мотивація написати все великими курсивними і жирними літерами — цінний внесок, коли мова заходить про музику».
Hister назвали альбом найкращим з того, що вони створювали з 2006 року, а British Wave — безлічно штампованим та з рімейком на старішу пісню «Starlight» у вигляді «Mercy». Сергій Кейн із українського видання Comma зауважив, що «альбом вийшов важким, але це важкість циркова, як якщо про Slayer поставити мюзикл на Бродвеї».
Цей альбом зайняв 32 позицію у списку «Кращі 50 альбомів 2015 року» за версією журналу журнал Q і увійшов до «12 кращих альбомів 2015-го» видання PopCrush.

### Нагороди та номінації
Muse здобули нагороду Греммі на 58 церемонії вручення.
| Рік  | Номіновано | Нагорода                                  | Результат |
| ---- | ---------- | ----------------------------------------- | --------- |
| 2016 | Drones     | Нагорода «Греммі» за найкращий рок-альбом | Перемога  |

## Список композицій
Автор музики і слів Метью Белламі. 
| CD, LP, Digital | CD, LP, Digital    | CD, LP, Digital     | CD, LP, Digital |
| #               | Назва              | Переклад            | Тривалість      |
| --------------- | ------------------ | ------------------- | --------------- |
| 1.              | «Dead Inside»      | «Мертвий всередині» | 4:22            |
| 2.              | «[Drill Sergeant]» | «Сержант»           | 0:21            |
| 3.              | «Psycho»           | «Псих»              | 5:16            |
| 4.              | «Mercy»            | «Милість»           | 3:51            |
| 5.              | «Reapers»          | «Жнеці»             | 5:59            |
| 6.              | «The Handler»      | «Маніпулятор»       | 4:33            |
| 7.              | «[JFK]»            |                     | 0:54            |
| 8.              | «Defector»         | «Дезертир»          | 4:33            |
| 9.              | «Revolt»           | «Повстання»         | 4:05            |
| 10.             | «Aftermath»        | «Наслідки»          | 5:47            |
| 11.             | «The Globalist»    | «Глобаліст»         | 10:07           |
| 12.             | «Drones»           | «Дрони»             | 2:49            |
| 52:40           |                    |                     |                 |

| Deluxe Edition bonus DVD | Deluxe Edition bonus DVD                          | Deluxe Edition bonus DVD |
| #                        | Назва                                             | Тривалість               |
| ------------------------ | ------------------------------------------------- | ------------------------ |
| 1.                       | «Psycho» (Live at Glasgow Barrowlands)            | 5:44                     |
| 2.                       | «Dead Inside» (Live at Brighton Dome)             | 4:38                     |
| 3.                       | «The Handler» (Саундчек, Exeter Great Hall)       | 4:45                     |
| 4.                       | «Reapers» (Live at Exeter Great Hall)             | 6:18                     |
| 5.                       | «Bonus Studio Footage — The Globalist / Defector» | 10:00                    |
| 32:57                    |                                                   |                          |

## Учасники запису альбому
Muse
- Метью Белламі — вокал, гітара, продюсування
- Кріс Волстенголм — бас-гітара, бек-вокал, продюсування
- Домінік Говард — ударні, продюсування

Технічний персонал
| - Роберт Джон «Матт» Ланг — продюсування; - Метт Магурін — обкладинка альбому; - Томмазо Колліва — додаткове продюсування, звукорежисування; - Адам Грінхолц — додаткове звукорежисування; - Ерік Мошер — допомога у звукорежисуванні; - Джузеппе Сальваторе — допомога у звукорежисуванні; - Якопо Дорічі — допомога у звукорежисуванні; - Джон Престедж — допомога у звукорежисуванні; |  | - Том Бейлі — допомога у звукорежисуванні; - Марло Боргатта — допомога в мікшуванні; - Джованні Версар — мастеринг; - Боб Людвіг — мастеринг («Dead Inside»); - Метт Колтон — мастеринг для вінілового формату; - Олле «Свен» Ромо — додаткове програмування; - Дюран Тренч — запис діалогу в піснях «[Drill Sergeant]» and «Psycho»); - Одрі Рілі — струнне аранжування, диригент. |

Додаткові музиканти і виконавці
| - Вілл Леон Томпсон — діалог (Сержант) ("[Drill Sergeant]" and "Psycho") - Майкл Шилоах — діалог (Рекрут) ("[Drill Sergeant]" and "Psycho") - Джон Ф. Кеннеді — записаний діалог ("[JFK]") - Олександр Кортіні — модульні синтезатори - Едоардо Де Анджеліс — концертмейстер, скрипка - Сара Крос — скрипка - Барон фон Делінгсхаузен — скрипка - Анна Мінеллі — скрипка - Еліа Маріані — скрипка - Джан Гуерра — скрипка - Джан Лодіджіані — скрипка - Джанмаріа Беллісаріо — скрипка - Марко Корсіні — скрипка - Мішель Торрезетті — скрипка |  | - Томмазо Беллі — скрипка - Валеріо Д'Ерколе — скрипка - Марія Луккі — альт - Серена Палоцці — альт - Валентина Еміліо Ерія — альт - Андреа Скаккі — віолончель - Еліана Гінтолі — віолончель - Франческо Сакко — віолончель - Мартіна Рудик — віолончель - Лінате Омар — віолончель - Массімо Клавенна — віолончель |

## Хіт-паради та сертифікація

### Альбом
| Хіт-парад(2015)                                      | Найвища позиція |
| ---------------------------------------------------- | --------------- |
| Австралія Australian Albums (ARIA)                   | 1               |
| Австрія Austrian Albums (Ö3 Austria)                 | 2               |
| Бельгія Belgian Albums (Ultratop Flanders)           | 2               |
| Бельгія Belgian Albums (Ultratop Wallonia)           | 1               |
| Канада Canadian Albums (Billboard)                   | 2               |
| Данія Danish Albums (Hitlisten)                      | 1               |
| Нідерланди Dutch Albums (MegaCharts)                 | 1               |
| Фінляндія Finnish Albums (Suomen virallinen lista)   | 1               |
| Франція French Albums (SNEP)                         | 1               |
| Німеччина German Albums (Media Control)              | 3               |
| Greek Albums (IFPI)                                  | 3               |
| Угорщина Hungarian Albums (MAHASZ)                   | 3               |
| Ірландія Irish Albums (IRMA)                         | 1               |
| Італія Italian Albums (FIMI)                         | 2               |
| Японія Japanese Albums (Oricon)                      | 5               |
| Південна Корея Korean Albums (GAON)                  | 4               |
| Південна Корея Korean International Albums (GAON)    | 2               |
| Mexican Albums (AMPROFON)                            | 1               |
| Нова Зеландія New Zealand Albums (Recorded Music NZ) | 1               |
| Норвегія Norwegian Albums (VG-lista)                 | 1               |
| Польща Polish Albums (ZPAV)                          | 6               |
| Португалія Portuguese Albums (AFP)                   | 1               |
| Шотландія Scottish Albums (OCC)                      | 1               |
| Швеція Swedish Albums (Sverigetopplistan)            | 2               |
| Іспанія Spanish Albums (PROMUSICAE)                  | 3               |
| Швейцарія Swiss Albums (Schweizer Hitparade)         | 1               |
| Велика Британія UK Albums (OCC)                      | 1               |
| США Billboard 200                                    | 1               |
| Billboard Vinyl albums                               | 2               |
| TOP Album Sales                                      | 1               |

| Хіт-парад (2015)                | Ранг |
| ------------------------------- | ---- |
| NME's Albums Of The Year 2015   | 41   |
| Australian Albums (ARIA)        | 45   |
| Belgian Albums Chart (Flanders) | 12   |
| Belgian Albums Chart (Wallonia) | 8    |
| Hungarian Albums (IRMA)         | 52   |
| Italian Albums (FIMI)           | 34   |
| Mexican Albums (AMPROFON)       | 41   |
| New Zealand Albums (RMNZ)       | 45   |
| Swiss Albums (Swiss Hitparade)  | 5    |
| UK Albums (OCC)                 | 30   |

### Сингли
| Рік  | Трек        | Хіт-парад                         | Найвища позиція |
| ---- | ----------- | --------------------------------- | --------------- |
| 2015 | Dead Inside | Billboard Rock Airplay            | 1               |
| 2015 | Dead Inside | Billboard Alternative Songs       | 1               |
| 2015 | Dead Inside | Billboard Mainstream Rock Songs   | 10              |
| 2015 | Dead Inside | Billboard Hot Rock Songs          | 10              |
| 2015 | Dead Inside | Billboard Twitter Top Tracks      | 11              |
| 2015 | Dead Inside | Billboard Rock Digital Song Sales | 17              |
| 2015 | Dead Inside | Billboard Adult Alternative Songs | 19              |
| 2015 | Mercy       | Billboard Alternative Songs       | 10              |
| 2015 | Mercy       | Billboard Rock Airplay            | 12              |
| 2015 | Mercy       | Billboard Mainstream Rock Songs   | 23              |
| 2015 | Mercy       | Billboard Twitter Top Tracks      | 23              |
| 2015 | Mercy       | Billboard Rock Digital Song Sales | 26              |
| 2015 | Mercy       | Billboard Hot Rock Songs          | 29              |
| 2015 | Mercy       | Billboard Japan Hot 100           | 50              |
| 2015 | Psycho      | Billboard Twitter Top Tracks      | 7               |
| 2015 | Psycho      | Billboard Rock Digital Song Sales | 12              |
| 2015 | Psycho      | Billboard Hot Rock Songs          | 18              |
| 2016 | Psycho      | Billboard Spotify Velocity        | 24              |
| 2015 | Psycho      | Billboard Mainstream Rock Songs   | 29              |
| 2015 | Psycho      | Billboard Alternative Songs       | 39              |
| 2016 | Reapers     | Billboard Mainstream Rock Songs   | 2               |
| 2016 | Reapers     | Billboard Rock Airplay            | 18              |
| 2015 | Reapers     | Billboard Rock Digital Song Sales | 25              |
| 2015 | Reapers     | Billboard Hot Rock Songs          | 37              |

### Сертифікація
}
| Регіон | Сертифікація  | Продажі   |
| --- | ------------- | --------- |
| Австралія (ARIA) | Золотий       | 35 000^   |
| Канада (Music Canada) | Платиновий    | 80 000^   |
| Данія (IFPI Denmark) | Золотий       | 10 000    |
| Італія (FIMI) | Платиновий    | 50 000    |
| Мексика (AMPROFON) | Золотий       | 30 000^   |
| Нідерланди (NVPI) | Золотий       | 20 000^   |
| Росія (NFPF) | Платиновий    | 10 000*   |
| Швейцарія (IFPI Switzerland) | Платиновий    | 20 000^   |
| Велика Британія (BPI) | Золотий       | 100 000*  |
| Австрія (IFPI Austria) | Золотий       | 7500*     |
| Франція (SNEP) | 2× Платиновий | 200 000*  |
| Підсумки |               |           |
| По всьому світі (IFPI) | —             | 1,100,000 |
| *продажі, що базуються лише на сертифікаціях · ^відвантаження, що базуються лише на сертифікаціях · продажі+прослуховування, що базуються лише на сертифікаціях |               |           |

## Історія випуску
| Регіон          | Дата           | Формат                                       | Лейбл        |
| --------------- | -------------- | -------------------------------------------- | ------------ |
| Австралія       | 5 червня 2015  | CD CD+ DVD LP CD+DVD+LP цифрове завантаження | Warner Bros. |
| Австрія         | 5 червня 2015  | CD CD+ DVD LP CD+DVD+LP цифрове завантаження | Warner Bros. |
| Фінляндія       | 5 червня 2015  | CD CD+ DVD LP CD+DVD+LP цифрове завантаження | Warner Bros. |
| Німеччина       | 5 червня 2015  | CD CD+ DVD LP CD+DVD+LP цифрове завантаження | Warner Bros. |
| Ірландія        | 5 червня 2015  | CD CD+ DVD LP CD+DVD+LP цифрове завантаження | Warner Bros. |
| Нідерланди      | 5 червня 2015  | CD CD+ DVD LP CD+DVD+LP цифрове завантаження | Warner Bros. |
| Нова Зеландія   | 5 червня 2015  | CD CD+ DVD LP CD+DVD+LP цифрове завантаження | Warner Bros. |
| Швейцарія       | 5 червня 2015  | CD CD+ DVD LP CD+DVD+LP цифрове завантаження | Warner Bros. |
| Велика Британія | 8 червня 2015  | CD CD+ DVD LP CD+DVD+LP цифрове завантаження | Warner Bros. |
| Франція         | 8 червня 2015  | CD CD+ DVD LP CD+DVD+LP цифрове завантаження | Warner Bros. |
| Польща          | 8 червня 2015  | CD CD+ DVD LP CD+DVD+LP цифрове завантаження | Warner Bros. |
| Канада          | 8 червня 2015  | CD CD+ DVD LP CD+DVD+LP цифрове завантаження | Warner Bros. |
| Італія          | 9 червня 2015  | CD CD+ DVD LP CD+DVD+LP цифрове завантаження | Warner Bros. |
| Іспанія         | 9 червня 2015  | CD CD+ DVD LP CD+DVD+LP цифрове завантаження | Warner Bros. |
| США             | 9 червня 2015  | CD CD+ DVD LP CD+DVD+LP цифрове завантаження | Warner Bros. |
| Японія          | 10 червня 2015 | CD CD+ DVD LP CD+DVD+LP цифрове завантаження | Warner Bros. |
| Норвегія        | 10 червня 2015 | CD CD+ DVD LP CD+DVD+LP цифрове завантаження | Warner Bros. |
| Швеція          | 10 червня 2015 | CD CD+ DVD LP CD+DVD+LP цифрове завантаження | Warner Bros. |